# أمل بلدية مروانة
أمل بلدية مروانة، هو نادي كرة قدم جزائري مقره في مروانة في ولاية باتنة. تأسس عام 1933. ألوانه هي الأصفر والأسود. الملعب الرسمي للفريق هو ملعب عبد الرحمان بن ساسي الذي يتسع لـ 10000 متفرج. يلعب النادي حاليًا في الرابطة الجهوية الأولى لكرة القدم.